# Pleuronectes
Pleuronectes – rodzaj ryb z rodziny flądrowatych (Pleuronectidae).

## Klasyfikacja
Gatunki zaliczane do tego rodzaju:
- Pleuronectes platessa – gładzica[3]
- Pleuronectes putnami
- Pleuronectes quadrituberculatus – gładzica alaskańska[4]

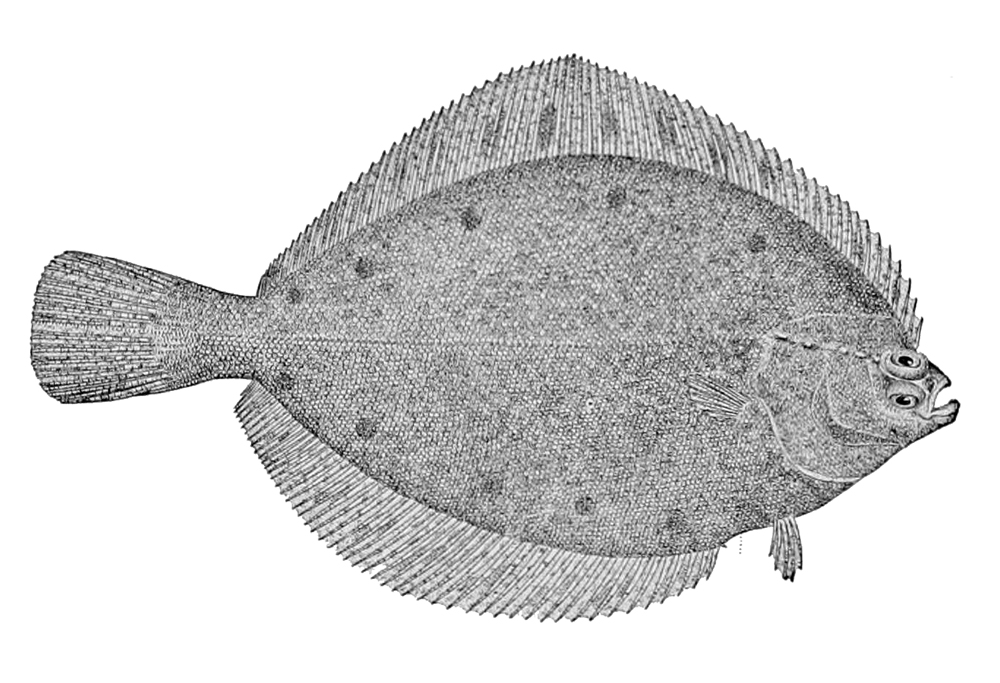
Pleuronectes quadrituberculatus